# Saint-Ambroise (métro de Paris)
Saint-Ambroise est une station de la ligne 9 du métro de Paris, située dans le 11e arrondissement de Paris.

## Situation
La station se trouve sous le boulevard Voltaire au débouché de la rue Saint-Ambroise, les quais étant établis au nord-ouest de cette dernière, au cœur du quartier administratif éponyme. Orientée selon un axe nord-ouest/sud-est, elle s'intercale entre les stations Oberkampf et Voltaire, tout en étant géographiquement assez proche de la station Richard-Lenoir située sur la ligne 5.

## Histoire
La station est ouverte le 10 décembre 1933 avec la mise en service du cinquième prolongement de la ligne 9, depuis le terminus provisoire de Richelieu - Drouot jusqu'à Porte de Montreuil.
Elle doit sa dénomination à son implantation au sein du quartier Saint-Ambroise, et notamment à sa proximité avec la rue Saint-Ambroise d'une part et l'église Saint-Ambroise d'autre part, lesquelles rendent hommage à Ambroise de Milan (340-394), évêque de Milan de 374 à 397.
À la fin des années 1990, la station est choisie par la RATP pour tester les prototypes du principal modèle d'éclairage qui sera déployé sur les quais de nombreuses autres stations rénovées dans le cadre de l'opération « Espace Métro 2000 », par la suite intitulée « Renouveau du métro » puis « Un métro + beau ». Dès le mois d'avril 1997, elle devient ainsi la première d'une série de 268 stations devant être modernisées selon un double objectif de clarté et de propreté des espaces voyageurs.

### Fréquentation
Selon les estimations de la RATP, la station a vu entrer 2 977 955 voyageurs en 2019, ce qui la place à la 176e position des stations de métro pour sa fréquentation sur 302,. En 2020, avec la crise du Covid-19, son trafic annuel tombe à 1 544 174 voyageurs, ce qui la classe alors au 171e rang, avant de remonter progressivement en 2021 avec 2 158 466 entrants comptabilisés, ce qui la place à la 165e position des stations du réseau pour sa fréquentation cette année-là.

## Services aux voyageurs

### Accès

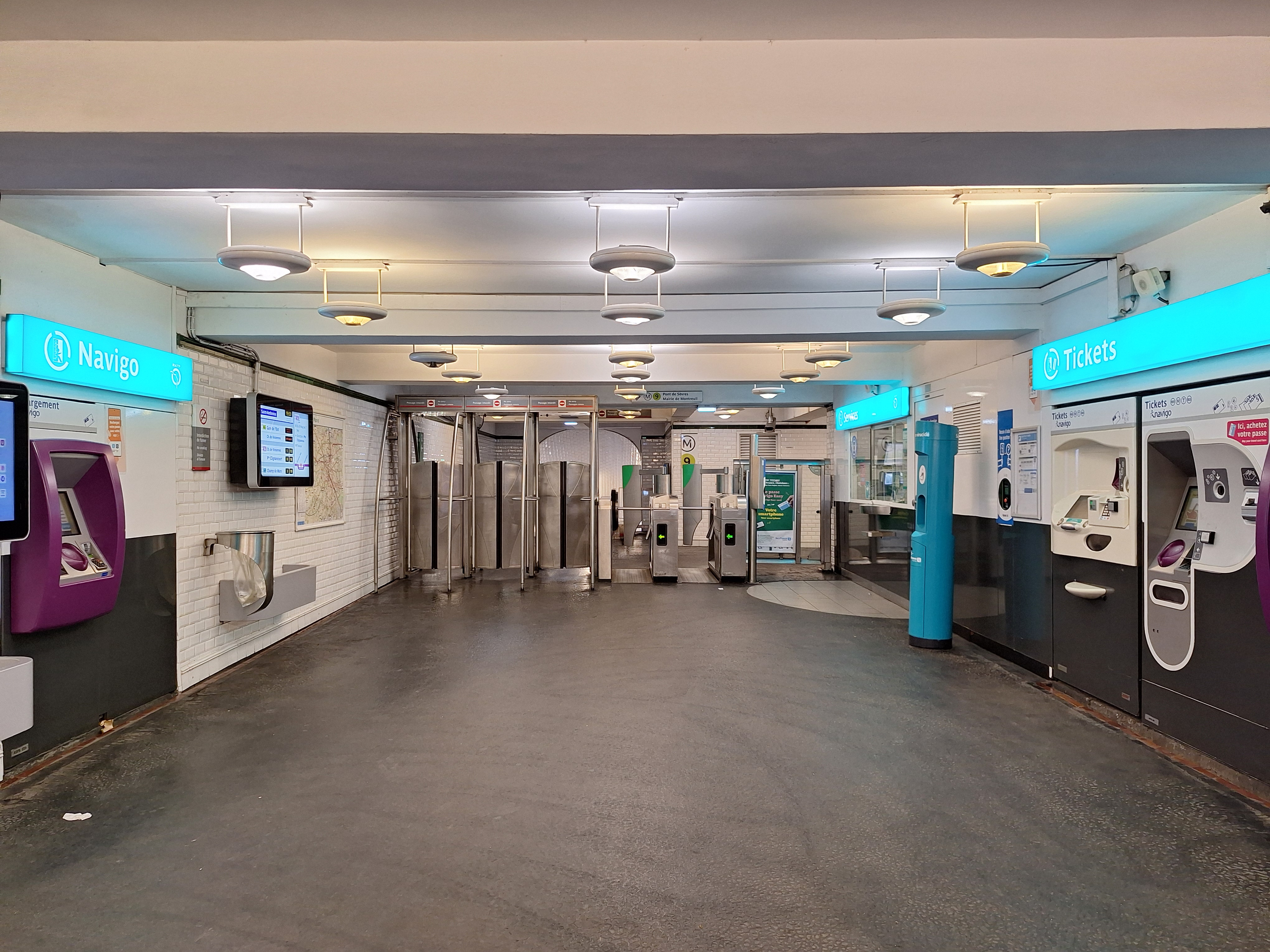
Vue d'ensemble de la salle de distribution des titres de transport.

La station dispose de cinq accès, constitués pour chacun d'un escalier fixe agrémenté d'une balustrade en fer forgé dans le style Dervaux des années 1930 :
- l'accès no 1 « Saint-Ambroise », orné d'un candélabre Dervaux, débouchant au droit du no 1 de la rue de la Folie-Méricourt, à l'angle avec le boulevard Voltaire et la rue Saint-Ambroise ;
- l'accès no 2 « Boulevard Voltaire », également signalé par un mât Dervaux, se trouvant face au no 78 du boulevard précité ;
- l'accès no 3 « Rue Popincourt » se situant au droit du no 86 du boulevard Voltaire (entre le jardin Truillot et l'impasse Truillot, en face de la rue Lacharrière) ;
- l'accès no 4 « Boulevard Richard-Lenoir » débouchant face au no 60 du boulevard Voltaire ;
- l'accès no 5 « Rue Saint-Sébastien » se trouvant au droit du no 57 du boulevard Voltaire.

Accès à la station
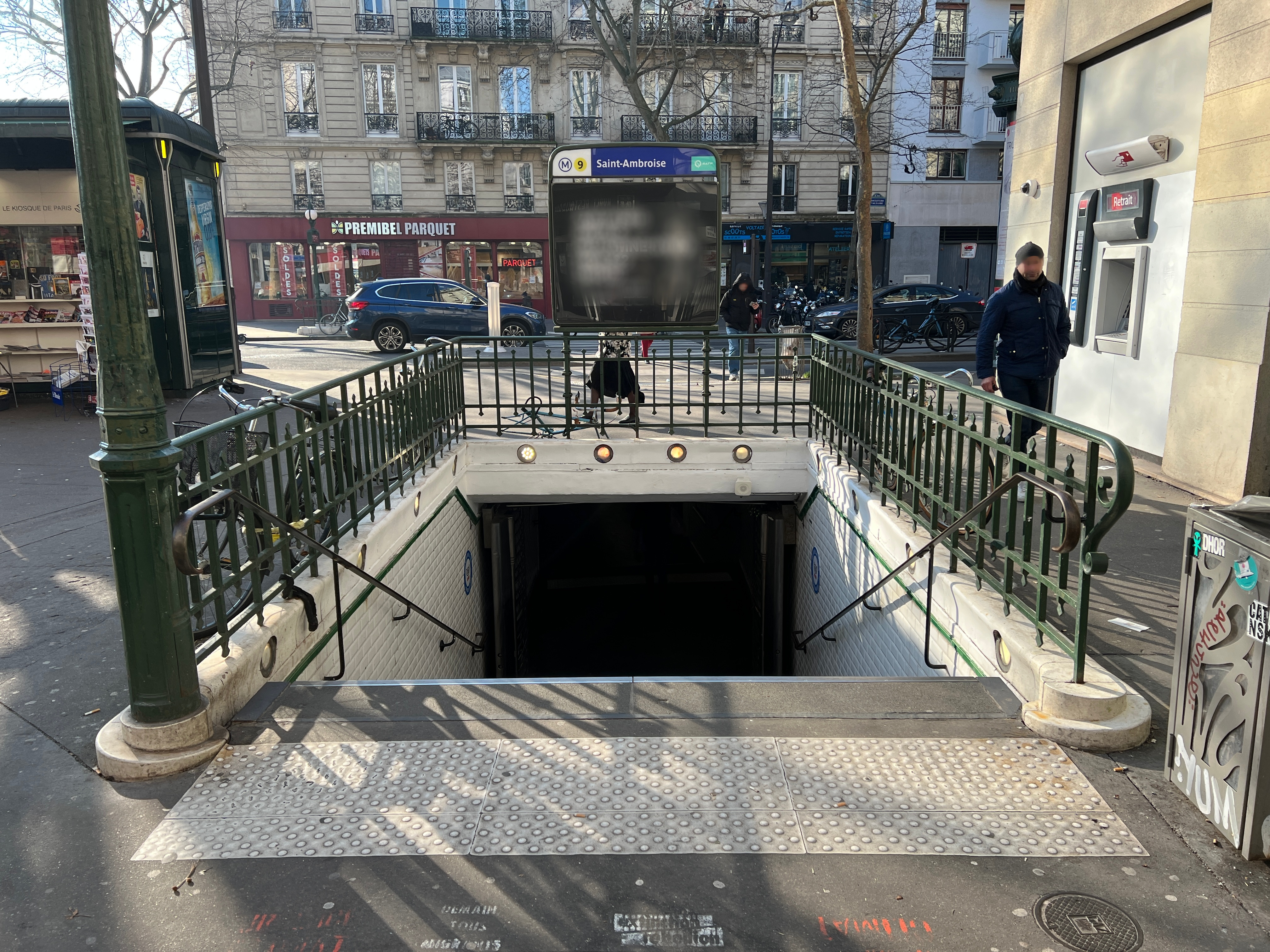
L'accès no 1, « Saint-Ambroise ».
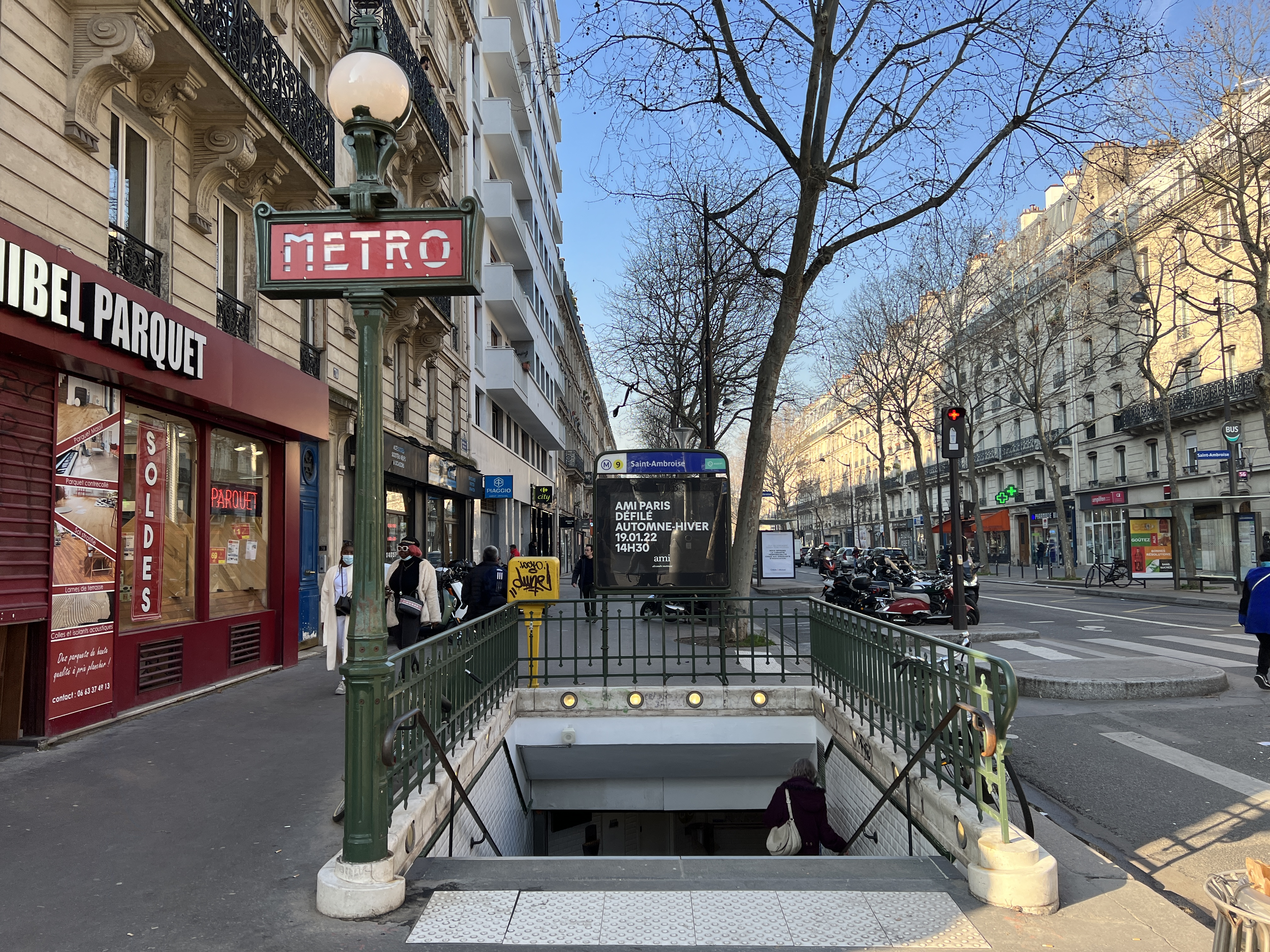
L'accès no 2, « Boulevard Voltaire ».
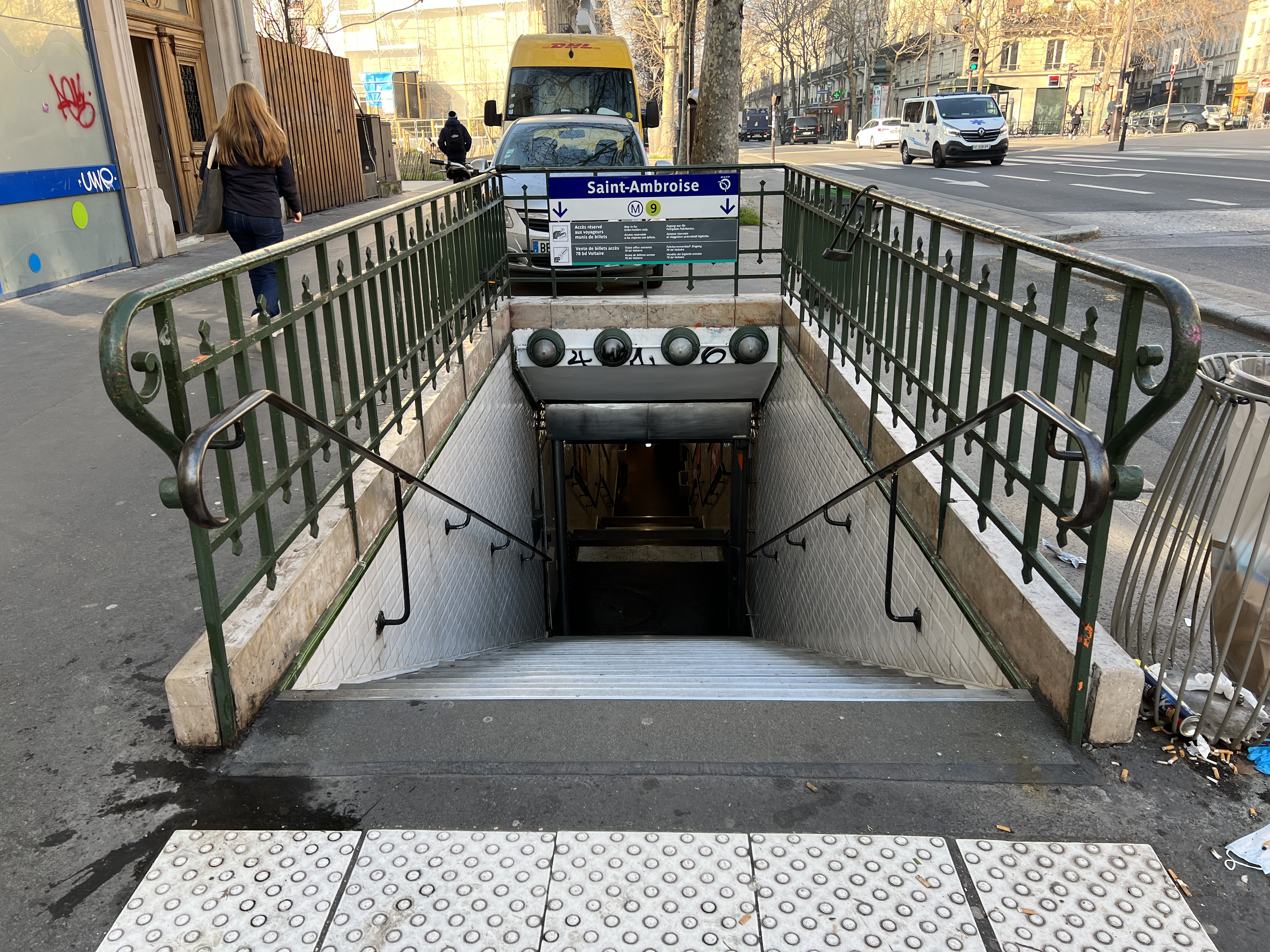
L'accès no 3, « Rue Popincourt ».

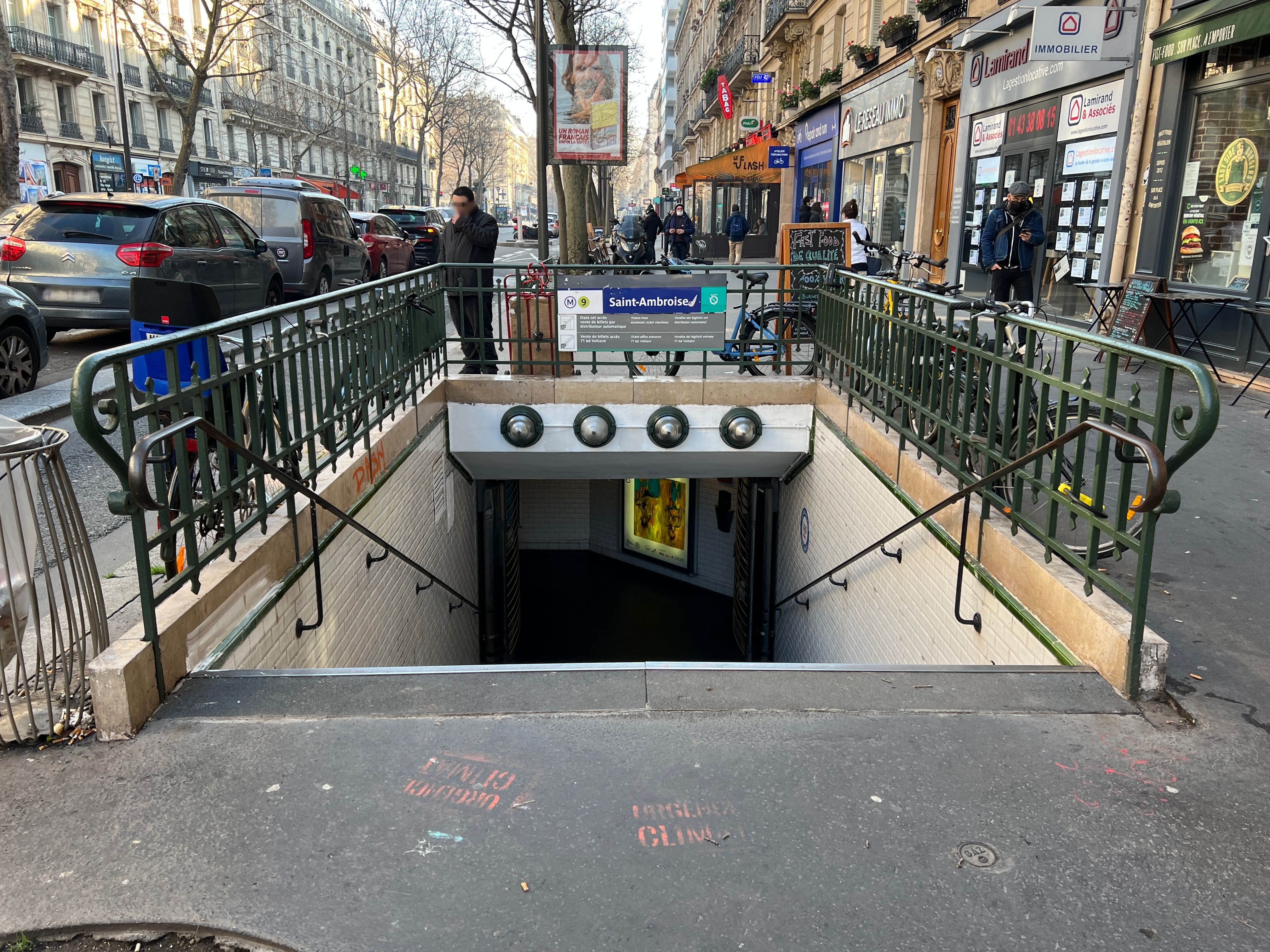
L'accès no 4, « Boulevard Richard-Lenoir ».
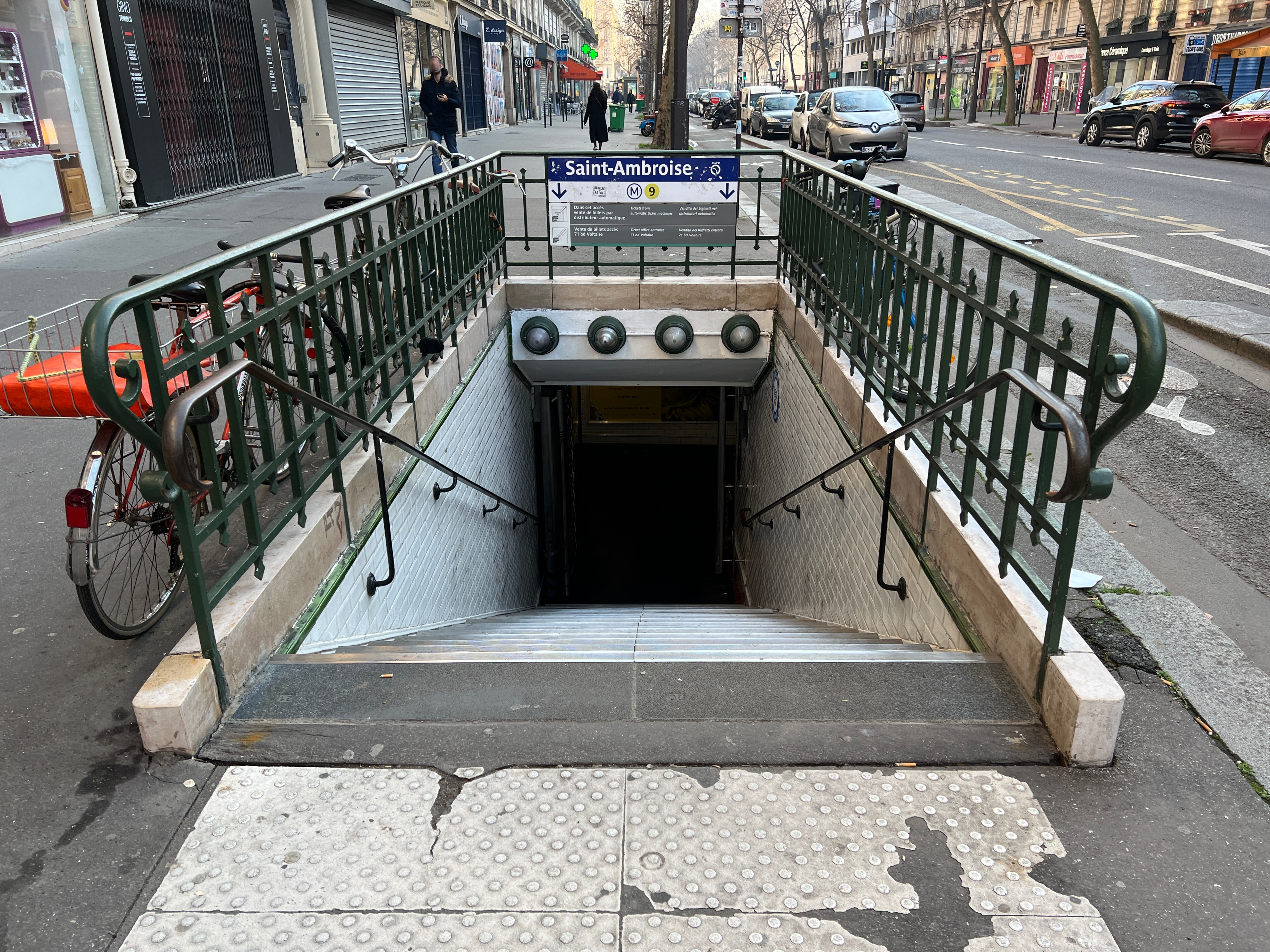
L'accès no 5, « Rue Saint-Sébastien ».
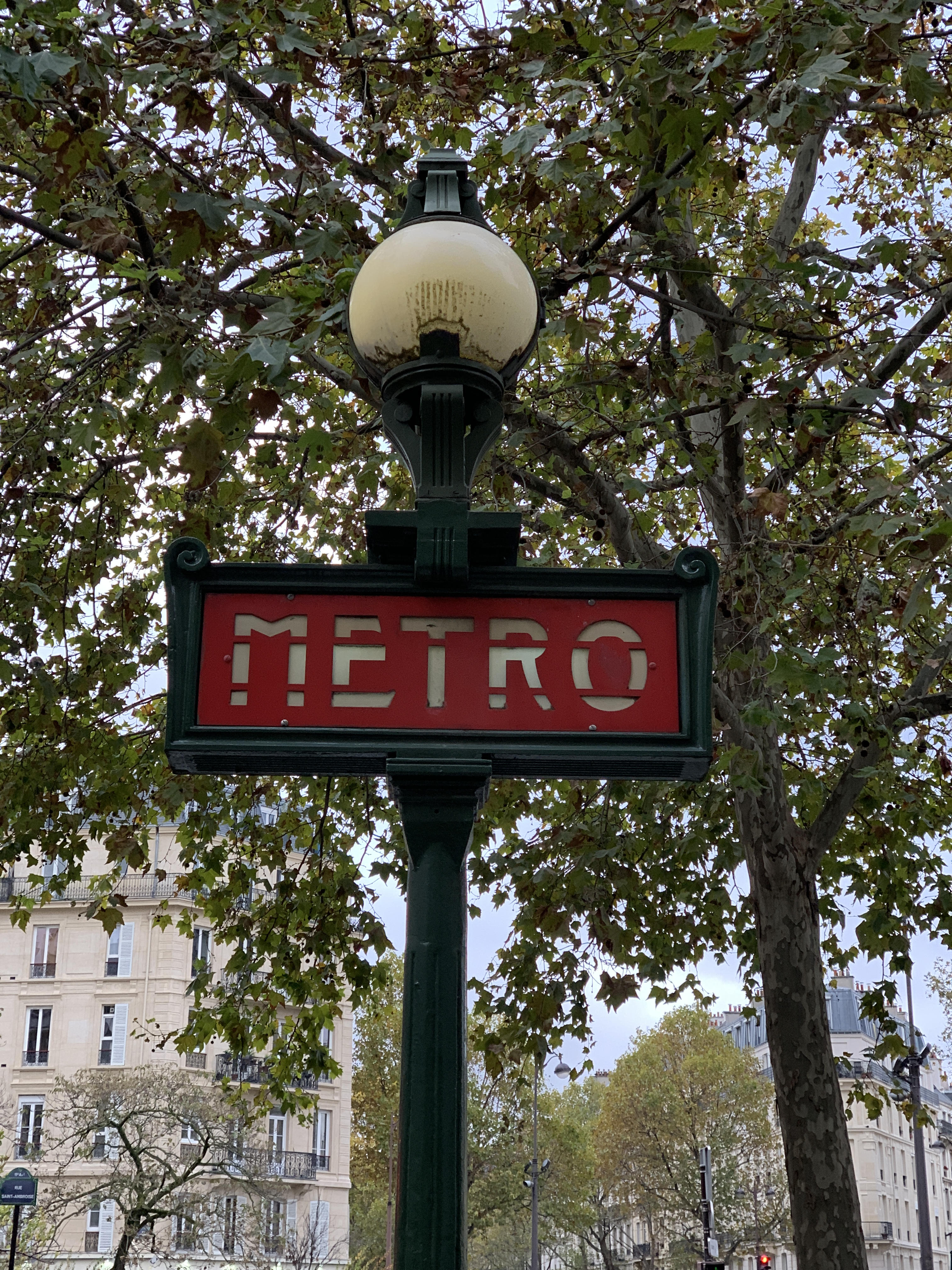
Candélabre Dervaux.

Seules les entrées no 1 à 3 donnent directement accès au hall d'accueil de la station.
De par son statut de prototype de l'opération « Renouveau du métro », le décor en céramique des couloirs et de la salle de distribution présente quelques nuances d'ornements par rapport au style traditionnel de l'ancienne CMP : les frises à motifs en relief laissent place à une faïence verte d'aspect plus sobre, tandis que les plinthes lilloises, habituellement assorties à la teinte des frises précitées, sont désormais blanches comme les carreaux biseautés et non plus mises en valeur par la couleur.

### Quais
Saint-Ambroise est une station de configuration standard pour le métro de Paris : elle possède deux quais, d'une longueur de 105 mètres, séparés par les voies du métro situées au centre et la voûte est elliptique. La décoration est du style utilisé pour la majorité des stations du métro : les bandeaux d'éclairage sont blancs et arrondis dans le style « Gaudin » du renouveau du métro des années 2000 (ces rampes lumineuses possédant toutefois une seconde rangée de réflecteurs en l'occurrence, variante prototype qui ne sera pas reconduite), et les carreaux en céramique blancs biseautés recouvrent les piédroits, la voûte ainsi que les tympans. Les cadres publicitaires sont en faïence de couleur miel à motifs végétaux, selon le style décoratif d'entre-deux-guerres de la CMP d'origine, et le nom de la station est également incorporé dans la céramique murale, mais selon une police de caractères différente de la typographie originelle. Les sièges de style « Akiko » (remplaçant des bancs à lattes de bois) sont de couleur orange.
Il s'agit d'une des rares stations du réseau dont la décoration en céramique de style « CMP » n'est plus d'origine, ayant été entièrement reconstituée à l'occasion de la rénovation de 1998.

Quais de la station
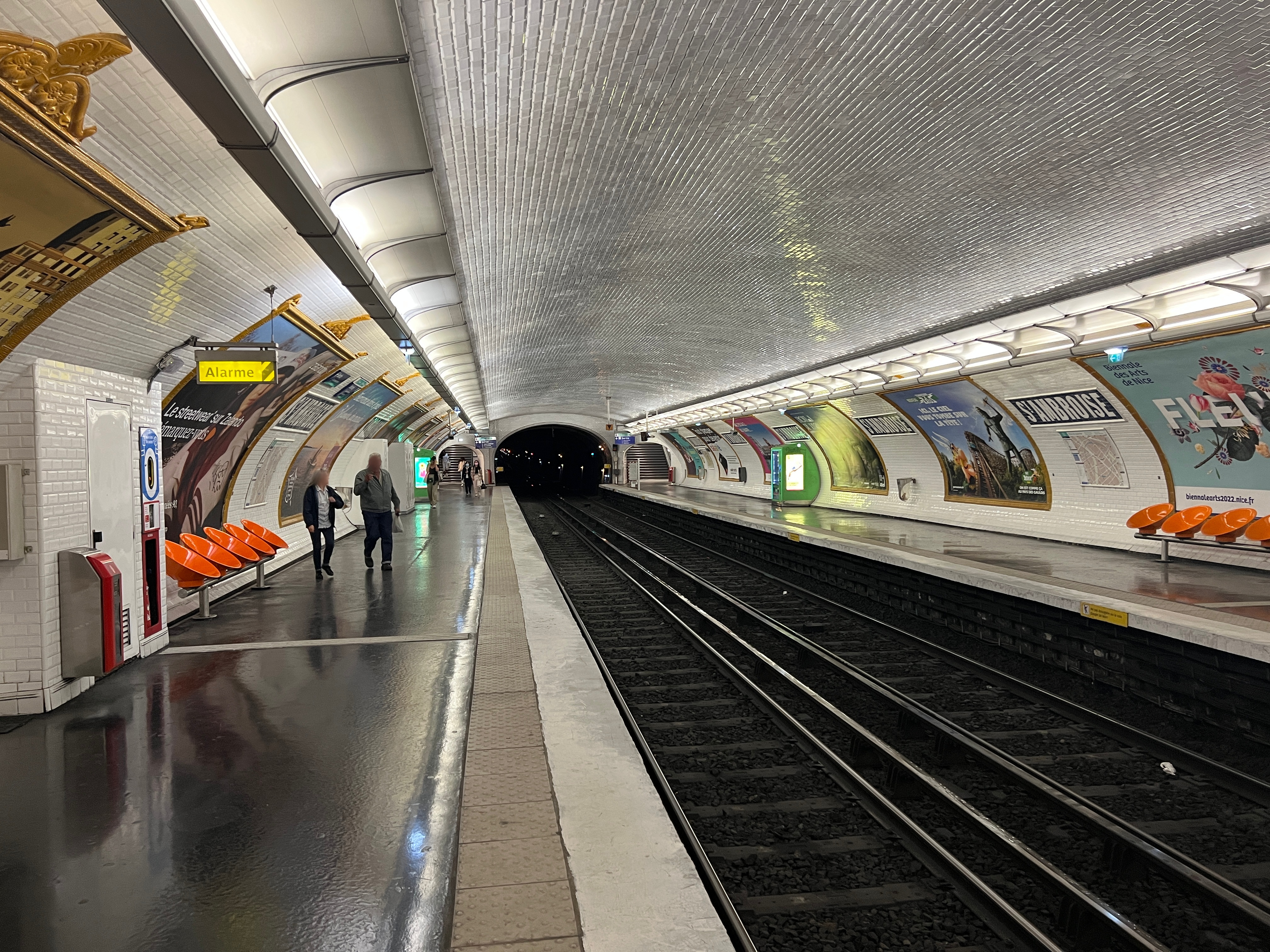
Vue des quais en direction de Mairie de Montreuil.
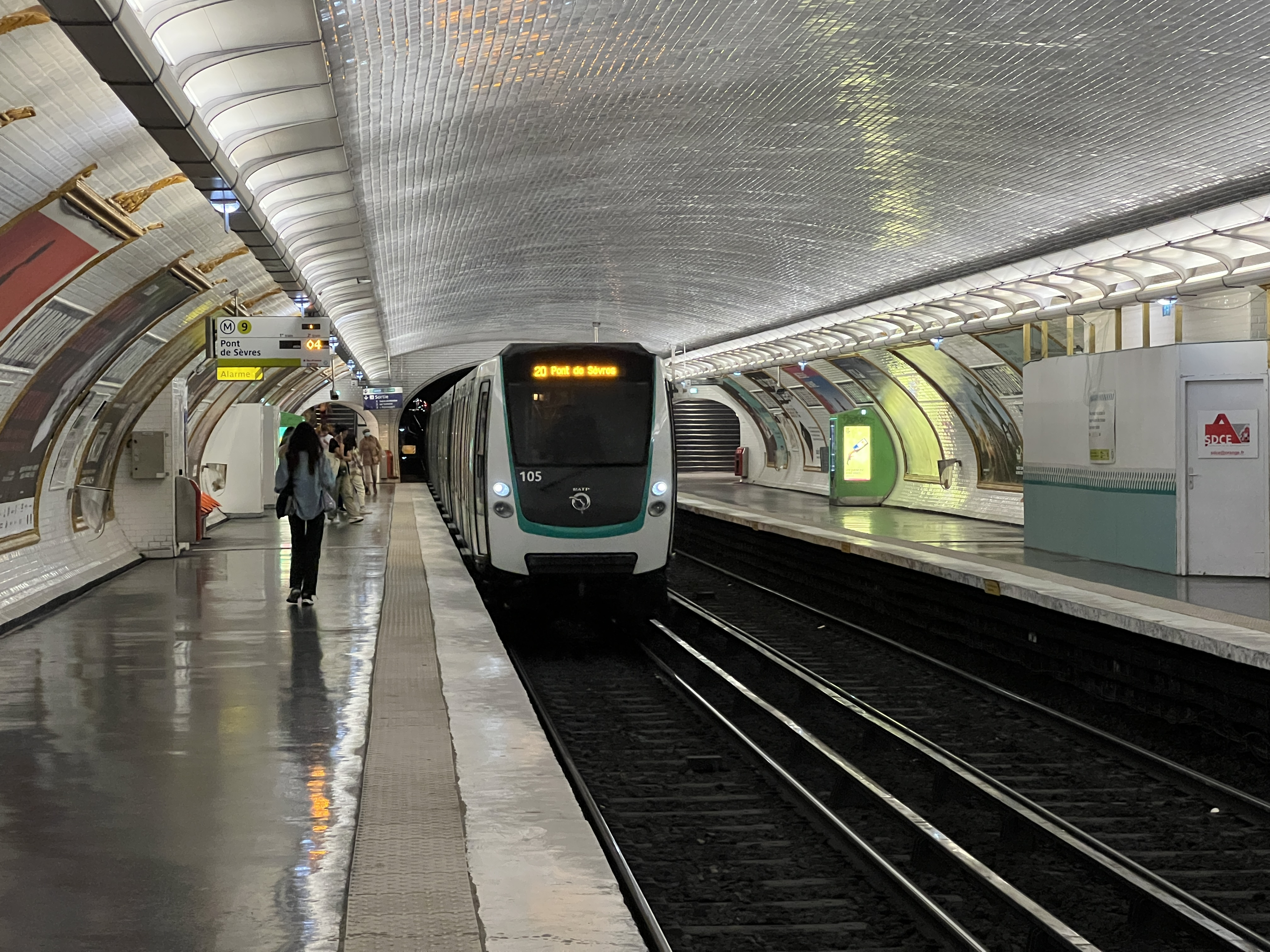
Entrée d'une rame MF 01 en direction de Pont de Sèvres.
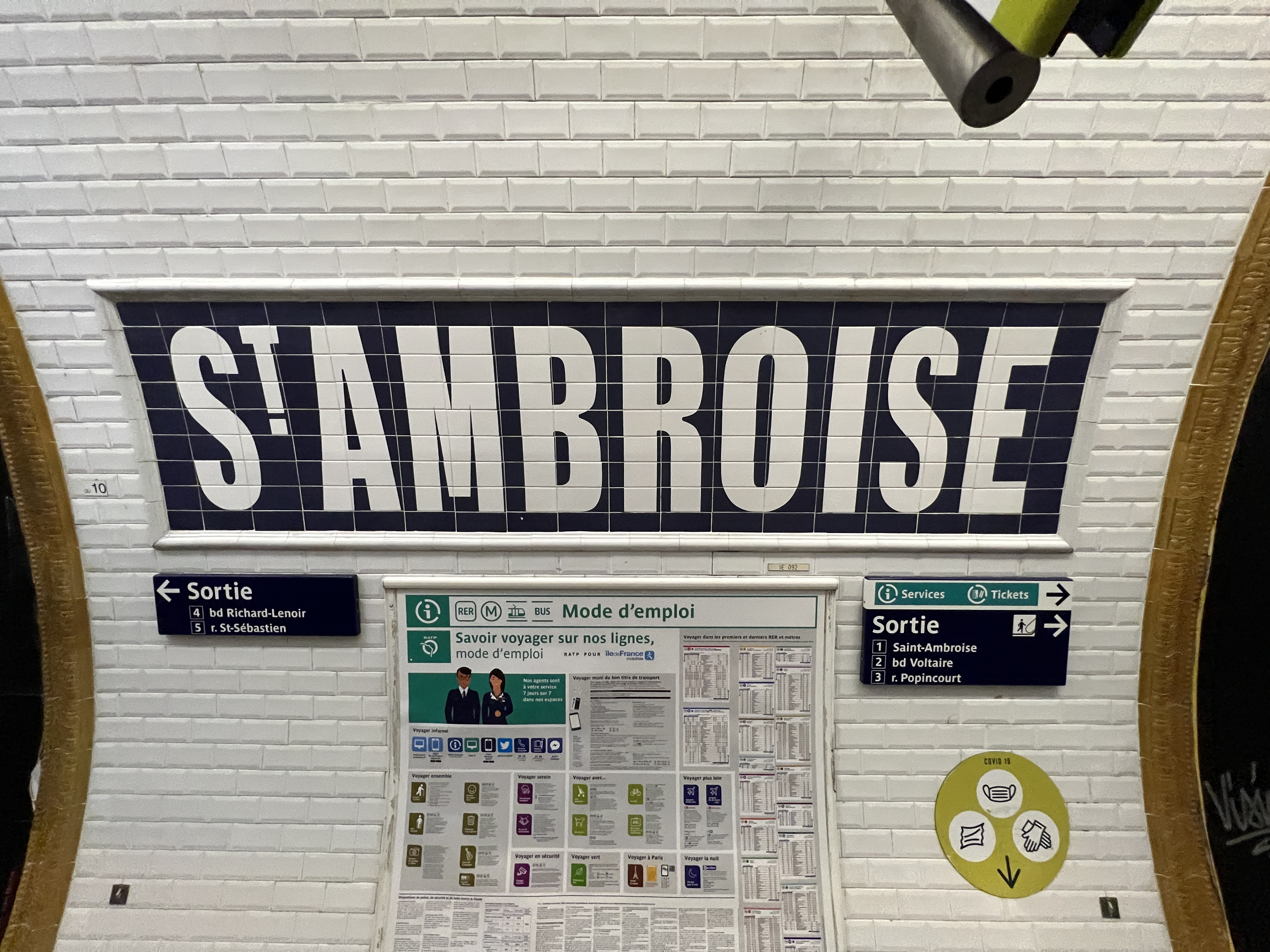
Faïence murale incorporant le nom de la station.

### Intermodalité
La station est desservie par les lignes 46 et 56 du réseau de bus RATP.

## À proximité
- Église Saint-Ambroise de Paris
- Jardin des Moines-de-Tibhirine
- Jardin Truillot
- Canal Saint-Martin (en tunnel sur cette section)
- Jardin May-Picqueray (anciennement square du Bataclan)
- Bataclan
- Aktéon Théâtre
- Square Maurice-Gardette
- Atelier des Lumières
- Jardin Louise-Talbot-et-Augustin-Avrial